# Georg Frickenstein
Georg Frickenstein (* 9. Januar 1890 in Weener; † 5. September 1946 in Emden) war ein liberaler Politiker in Emden während der Weimarer Republik und nach dem Zweiten Weltkrieg der von der britischen Militärregierung ernannte, erste Oberbürgermeister Emdens. Er starb während seiner Amtszeit als Oberbürgermeister der Seehafenstadt.

## Herkunft und Ausbildung
Frickenstein stammte aus einer Lehrerfamilie im rheiderländischen Weener, im südwestlichen Ostfriesland. Nach dem Besuch des Gymnasiums in Leer absolvierte er eine Banklehre in Emden, der Stadt, der er für den Rest seines Lebens verbunden blieb. 1918 wurde er Leiter der Stadtsparkasse Emden, vier Jahre später Direktor der Girozentrale Ostfriesland. Ab 1926 arbeitete er freiberuflich.

## Politisches Wirken in der Weimarer Republik
Frickenstein gehörte der DDP an und war bis 1933 Bezirksvorsitzender der DDP, die in der Anfangsphase der Weimarer Republik in Ostfriesland eine starke politische Stellung innehatte, diese jedoch bereits bei der Reichstagswahl im Mai 1924 verlor und in den folgenden Jahren bis 1933 in der Region politisch nahezu bedeutungslos wurde. 1924 wurde er ins Emder Bürgervorsteherkollegium gewählt, im Anschluss in den städtischen Magistrat und ab Juli 1931 als Nachrücker für Jann Fegter auch in den Provinziallandtag der Provinz Hannover. Da er sich bereits frühzeitig für eine Zusammenarbeit der demokratischen Kräfte gegen das Aufkommen des Extremismus einsetzte, wurde er nach der „Machtergreifung“ 1933 von den Nationalsozialisten aus seinen Ämtern gedrängt und kurzzeitig auch verhaftet. In den folgenden Jahren arbeitete er in unauffälliger Position im kaufmännischen Bereich bei einer Emder Spedition. 1941 zog er wegen der zunehmenden Bombardierung Emdens während des Luftkriegs nach Aurich, wo er bei seinem politischen Weggefährten und persönlichen Freund Jann Berghaus Zuflucht fand.

## Erster Emder Nachkriegs-Oberbürgermeister
Am 18. Mai 1945 wurde Frickenstein vom britischen Kommandeur der Seehafenstadt, Newroth, als erster Nachkriegs-Oberbürgermeister Emdens eingesetzt.